# Die Geschichte des grauen Hauses - 2. Episode: Der Mord aus Verworfenheit
Die Geschichte des grauen Hauses - 2. Episode: Der Mord aus Verworfenheit è un film muto del 1921 diretto da Erik Lund

## Produzione
Il film fu prodotto dalla Delta-Film GmbH (Berlin).

## Distribuzione
Uscì nelle sale cinematografiche tedesche con il visto di censura del 20 ottobre 1921.